# Diamond Star Halos
Diamond Star Halos er det 12 studieablum udgivet af det britiske rockband Def Leppard. Det udkom 27. maj 2022 hos Mercury Records.
Albummet, der indeholder ikke mindre end to duetter med den amerikanske countrystjerne, Alison Krauss, udkom som dobbelt-LP på vinyl.

## Spor

### Album 1 - Side A
1. "Take What You Want" (4:14)
2. "Kick" (3:42)
3. "Fire It Up" (3:19)
4. "This Guitar (feat. Alison Krauss)" (3:50)

### Album 1 - Side B
1. "SOS Emergency" (3:25)
2. "Liquid Dust" (4:01)
3. "U Rok Mi" (3:33)
4. "Goodbye For Good This Time" (4:27)

### Album 2 - Side A
1. "All We Need" (4:46)
2. "Open Your Eyes" (4:19)
3. "Gimme A Kiss" (3:12)
4. "Angels (can't help you now)" (4:57)

### Album 1 - Side B
1. "Lifeless (feat. Alison Krauss)" (4:19)
2. "Unbreakable" (3:46)
3. "From Here To Eternity" (5:37)